# Olkasia polycarbonata
Az Olkasia polycarbonata (korábbi nevén Ploeotia cf. vitrea) az ostoros moszatok (Euglenozoa) Olkaspira kládjának Olkasia nemzetségébe tartozó faj. Az Euglenozoa M kládjának felel meg.

## Történet
Az O. polycarbonatát eredetileg P cf. vitreaként írták le Lax és Simpson 2013-ban. Ez az elnevezés a Ploeotia vitrea fajhoz való morfológiai hasonlóságára utal. Eredeti nevének megfelelően a Ploeotia vitrea közeli rokonaként írták le – ennek megfelelően például Cavalier-Smith 2016-ban két fő Euglenida-kládot feltételezett Ploeotarea és Stavomonadea néven, előbbiben a Ploeotia és Lentomonas, utóbbiban a Keelungia és Petalomonadida kládokkal, utóbbiban a Keelungia és Decastava nemzetségekkel.
Olkasia polycarbonatára 2019-ben nevezték át Lax és társai, akik kimutatták azt is, hoogy a Stavomonadea a Ploeotareán belül alakult ki: a Serpenomonas a Ploeotia közeli rokona

## Etimológia
Az Olkasia név az ολκάς szóból (olkasz, nagy kereskedelmi hajó) ered, mely a Ploeotiánál nagyobb méretre utal, hasonlóan ahhoz, hogy az olkasz a ploionnál nagyobb. A polycarbonata fajjelző a polikarbonátra utal, utalva arra, hogy eredeti neve, a Ploeotia cf. vitrea jelzője a vitrum, üveg szóból ered, és a polikarbonát az üveghez hasonlóan átlátszó, ezért gyakran használják ablakok, szélvédők stb. anyagaként.

## Genetika
1 párosítatlan uridin található SSU rRNS-e V9 szakasza 44. hélixében többek közt a Ploeotiidae és Keelungia kládokhoz hasonlóan és például a Spirocuta, a Lentomonas és a Hemiolia kládoktól eltérően, ahol nincs párosítatlan uridin, valamint a Liburnától eltérően, ahol 2 ilyen van.

## Filogenetika
Az Olkasia a Spirocuta testvérkládjának tagja 18S rDNS- és többgénes elemzések alapján. Testvércsoportja a Chelandium nemzetség, melybe jelenleg 1 ismert faj tartozik (Chelandium granulatum, melyekkel együtt alkotja az Olkaspira kládot.
Filogenetikailag közelebbi rokona a Hemiolia, mint a Liburna.
Korábban a parafiletikus Ploeotiida vagy Heteronematina csoportokba sorolták néhány akkor ismeretlen kapcsolatokkal rendelkező taxonhoz hasonlóan: például Adl  et al. 2019-es rendszertanában a parafiletikus Heteronematina tagja a Ploeotia nemzetség, ahová ekkor az O. polycarbonatát sorolták.

## Morfológia
Szabadon élő, merev kétostorú, nyújtott, dorzoventrálisan enyhén lapult faj. Vastag hátulsó ostora a sejttestnél több mint háromszor hosszabb. Hátulsó ostorán siklik: ekkor elülső ostorát jobbra tartja, ez remeg. Mozgása alkalmanként néhány másodpercre megáll. A pellikula sávjai, bár nagyok, és jól elkülönülnek, nehezen láthatók fénymikroszkóppal, sejtszáj nem látható rajta fénymikroszkóppal. 10 hasonló méretű, S keresztmetszetű, egymással kissé átfedő, 8 μm széles pellikulasávja van. 46–63 μm hosszú, 30–37 μm széles.
A Spirocutához számos morfológiai jellemzője hasonlít: például táplálkozásra használt szerve hozzá hasonlóan véső alakú. Ez alapján a Spirocuta feltehetően a sejtváz összetettségének növekedésével és a pellikula sávjainak duplikálódásával alakult ki.
Sejtmagja nagy, mintegy 10 μm átmérőjű, kromoszómái mindig együtt vannak, nukleólusza erős, azonban se ez, se a kromatin nem látható fénymikroszkóppal. Mitokondriális cristái lemezesek, Golgi-készülékei nagyok, ciszternáik sűrűn vannak. A mitokondriumok és a Golgi-készülékek elszórtan helyezkednek el. Cső alakú extruszómái 200 nm-esek, egyesével vagy kis csoportokban fordulnak elő, de gyakoribbak a sejt szélén, különösen a pellikulasávok közti artikulációs zónákhoz közel, ahol extruszómakötő zónák vannak. Az inaktív extruszómák a sejt hossztengelye mentén rendeződnek el a durva endoplazmatikus retikulum ciszternái alatt a sávok mellett. Palka  et al. ezenkívül részben megemésztett anyagot tartalmazó emésztő űröcskéket is megfigyeltek, ezek méretéből (2,7–4,2 μm) kimutatták, hogy a bennük lévő anyag eukarióta zsákmányból ered.:5–8
Vestibularis nyílása apikális bemélyedésként indul, majd a sejtszáj és az ostornyílás felé vezető nyílást alkot. Finom szőrök (tomentum) találhatók a nyílás közelében a sejt elülső végén. Utóbbi dorzális vestibularis oldalát 1 mikrotubulussor határolja, melyet egy amorf mátrix követ, ahol a táplálkozásra használt dorzális és ventrális oszlopok találhatók. Laterális részén lehetséges táplálkozási fésű alapjára hasonlító horogszerű szerkezet található. A sejtszáj a sejt közel teljes hosszán végigfut, és 2 mikrotubulussávot és 4 hajtott nyílást tartalmaz. A hajtott nyílások a sejtszájon végig hasonló szervezettséggel rendelkeznek. A dorzális sáv 26, egy nagy csoportot alkotó mikrotubulussorból áll, míg a ventrális két kisebb csoportot alkotó sorokból. Mindkettő körül amorf mátrix van, mely mediálisan egymás felé hosszabbodik meg, és a sejtszájnál összeér, itt csak vékony membrán választja el, mely hátrébb nem látható. A száj elülső végén a sávok V alakot alkotnak a 4 nyílás körül, melyek szélrózsához hasonlóan vannak elrendezve. Mindkét sáv jól fejlett, különböző mikrotubulus-csoportokból áll, melyek a száj végéig tartanak. A ventrális sáv körüli mátrix nem nyúlik a dorzális felé, csak a ventrális sáv dorzális oldalához közel van meg, míg a dorzális sáv körüli mátrix ventrálisan a pellikula felé nyúlik. E mátrixoknál futnak támasztó mikrotubulusok, melyek a sejtszáj alapján indulnak, és az amorf mátrix mentén haladnak a két sávot alkotó belső mikrotubulusohoz hasonlóan.:8–10

## Élőhely
Oxigéntartalmú üledékben él.
Az Olkasia 2 kládra osztható, ezek az A és a B klád. A faj leírásakor nem volt ismert földrajzi különbség köztük, mert mindkettőt azonos helyen írták le – az új-skóciai Halifaxben oxigéntartalmú intertidális üledékben.

## Ökológia
Szabadon élő faj. Merev pellikulája ellenére képes algák bekebelezésére, igazolva, hogy a merev pellikula nem akadályozza az eukariótákkal való táplálkozást.
Felszínén arra merőlegesen baktériumok élhetnek.